# Jean Nyembo Shabani
Jean-Gualbert Nyembo Shabani, né le 5 août 1937 à Kayanza, dans la province du Tanganyika, est une personnalité politique en république démocratique du Congo.

## Biographie

### Famille, jeunesse et formation
Jean-Gualbert Nyembo Shabani, premier né de Katshelewa Mugogwa et de Feza Kalunga, est né le 5 août 1937 à Kayanza, en territoire de Kongolo, au Katanga, aujourd’hui province du Tanganyika. 
En 1946, son père, Katshelewa Mugogwa, soucieux d’assurer une bonne éducation et une bonne formation à l’ainé de ses enfants, l’emmène à Elisabethville, l’actuel Lubumbashi, laissant momentanément sa famille à Kayanza. A Elisabethville, il s’inscrit à l’Institut Saint Boniface, aujourd’hui collège Kitumaini.
Il s’inscrit ensuite à l’Université Lovanium, aujourd’hui l’Université de Kinshasa, pour des études de propédeutique et candidature en sciences économiques (1959-1962), avant de poursuivre son cursus académique à l’Université catholique de Louvain, en Belgique, où il a obtenu sa licence en sciences économiques en 1964. 

## Carrière professionnelle
Après ses brillantes études à l’Université de Louvain, Nyembo Shabani est appelé au pays, à Léopoldville pour exercer les fonctions de Directeur du Bureau de coordination économique sous l’égide du Fonds Monétaire International, FMI, en même temps qu’il exerce la fonction de Conseiller économique auprès du Premier ministre Moïse Tshombe.

### Parcours politique
Avec le coup d’État du Haut commandement militaire conduit par le Colonel Joseph-Désiré Mobutu en 1965, Nyembo Shabani prend le chemin de l’exil en Belgique. Profitant de son exil politique, il reprend ses études en vue d’obtenir un diplôme de doctorat. Ces études sont couronnées par une thèse de doctorat en sciences économiques en 1975 intitulé « L'industrie du cuivre dans le monde et le progrès économique du Copperbelt africain ». Il fut également nommé Professeur à la Faculté des Sciences économiques en 1976 à l’Université de Louvain.
Sa brillante thèse attire alors l’attention des Nations-Unies qui lui proposent une fonction au sein de l’Organisation des Nations unies pour le développement industriel (ONUDI) à Vienne, en Autriche. Le Président Mobutu ayant appris l’existence de la thèse d’un de ses compatriotes Zaïrois, propose à son auteur de rentrer au pays. Nyembo Shabani accepta ses fonctions avec conditions, que le Président accepta de remplir.
C’est ainsi que tout en étant en Europe au siège de l’ONUDI, il fut nommé Commissaire d’État à l’Économie nationale et industrie, le 23 février 1977. Quand il prend les rênes de son portefeuille ministériel, l’économie zaïroise est en plein désarroi avec les infrastructures manufacturières à l’agonie. Afin d’accélérer le relèvement de cette économie, le Commissaire d’État Nyembo Shabani crée alors le Fonds de convention de développement, qui deviendra plus tard le Fonds de promotion de l’industrie. Ce Fonds est, à ce jour, la seule structure publique nationale qui aide à financer l’investissement dans l’industrie et l’agriculture.
Par la suite, il occupa les fonctions de Commissaire d’État au Portefeuille (19 août 1977), à l’Économie (13 décembre 1977), au Portefeuille (5 janvier 1979), à l’Agriculture et au Développement rural (18 janvier 1980). Après un bref passage au Bureau politique du Mouvement populaire pour la révolution (MPR) en 1981, il fut rappelé au Gouvernement dans les Départements suivants : économie, industrie et commerce extérieur (5 novembre 1982), agriculture et développement rural (1 novembre 1983), Commerce extérieur (février 1985). En avril 1985, il fut appelé aus fonction de Président Délégué-Général de la GECAMINES HOLDING. À partir de 1987, il a repris des fonctions ministérielles, en occupant des postes successifs comme Ministre des Finances et du budget, Ministre de l’Économie et industrie, Vice-Premier Ministre chargé des secteurs économiques et financiers et enfin de Ministre de l’Agriculture.
En 1991, Nyembo Shabani exercera ce qui sera sa dernière charge publique, celle de Gouverneur de la Banque Centrale du Zaïre, poste qu’il quittera le 2 avril 1993. Le Gouverneur Nyembo Shabani a introduit en avril 1992 de nouvelles structures organiques dans la banque. Il a redynamisé l’Audit du Gouverneur. EN plus de sa vocation initiale, l’Audit devait mener des réflexions et faire des propositions face aux problèmes économiques, financiers et monétaires du pays.

## Vie post-politique
Depuis qu’il a quitté les fonctions officielles, Nyembo Shabani s’occupe de la formation des cadres du pays. Outre sa charge professorale, Nyembo Shabani s’est révélé aussi un véritable capitaine d’industrie. Patron de deux sociétés saccagées, pillées et ruinées à l’avènement de l’Alliance des forces démocratiques pour la libération du Congo, à savoir la Société Zaïroise d’Élevage, SOZEL et la Société Zaïroise de pêche, SOZAP. 
En 2008, Nyembo Shabani a créé une entreprise de production d’eau minérale naturelle, Sobemil, la seule du secteur qui appartienne à un entrepreneur congolais et une grande usine de boissons gazeuses complètement automatisée à Kinshasa, d’une capacité installée de 10 000 bouteilles par heure.

## Réalisations sociales
En 2019, Nyembo Shabani construit dans le village de Mombwe, en coopération avec son neveu André Lumbu, un hôpital moderne équipé de 320 lits. Ce centre hospitalier est desservi en eau potable par un forage d’eau et alimenté en électricité par des panneaux solaires. L’hôpital est très vite devenu un foyer de rayonnement et du développement de la contrée.
Grâce à la fondation qu’ils ont créée, Fondation Feza et Fatuma ya Kahinga, Nyembo Shabani et son neveu réalisent des projets qui impactent directement la vie de la population rurale de la contrée. Pour donner un horizon à de nombreux jeunes, la Fondation a construit, à Kayanza, une école des métiers où les enfants apprennent la menuiserie, la plomberie, la maçonnerie.
Elle poursuit aussi un projet de modernisation de l’habitat rural en encourageant les villageois à construire en briques cuites, la charpente et les tôles étant offertes par la Fondation Feza et Fatuma ya Kahinga.